# Myristica wenzelii
Myristica wenzelii är en tvåhjärtbladig växtart som beskrevs av Elmer Drew Merrill. Myristica wenzelii ingår i släktet Myristica och familjen Myristicaceae. Inga underarter finns listade i Catalogue of Life.